# Homocodon
- Commons
- Wikispecies

Homocodon é um gênero botânico pertencente à família Campanulaceae.